# Spoorlijn aansluiting Wilhelmshaven Nordstrecke - Wilhelmshaven Nord
De spoorlijn aansluiting Wilhelmshaven Nordstrecke - Wilhelmshaven Nord is een Duitse goederenspoorlijn, die als spoorlijn 1552 onder beheer staat van DB Netze.